# 馬氏真蛇䲁
馬氏真蛇䲁（學名：Ophioblennius macclurei），為輻鰭魚綱鳚形目䲁科真蛇䲁屬的一種，分布於中西大西洋美國北卡羅萊納州與百慕達群島向南至巴西,包括墨西哥灣西部與安地列斯群島海域，本魚體延長，略側扁，頭短鈍，具一對犬齒，鼻孔處有一根分枝狀捲鬚，眼上方有一根細長的捲鬚，頸背兩側各有一對短捲鬚，體深棕色，下唇、胸鰭下部以及背鰭和臀鰭的邊緣紅色，背鰭硬棘12枚、背鰭軟條19-21枚、臀鰭硬棘2枚、臀鰭軟條20-21枚，體長可達12.2公分，棲息在水質清澈的珊瑚礁及岩礁區，屬雜食性，以藻類及小型無脊椎動物為食，雌魚產附著性卵，雄魚有護卵行為，幼魚為浮游性，生活習性不明，可做為觀賞魚。